# RTNC 1
RTNC1 est la chaîne de télévision nationale publique congolaise.

## Histoire de la chaîne
L'unique chaîne de télévision zaïroise, baptisée OZRT (Office zaïrois de radiodiffusion et de télévision), naît en 1976. Elle n'était précédemment diffusée que sur Kinshasa en monochrome. Le gouvernement Mobutu lance en 1973 une étude pour la couverture des capitales régionales et d'autres agglomérations (Lubumbashi, Kisangani, Bukavu, Kalemie, Matadi, Mbuji-Mayi, Kananga, Mbandaka, Isiro, Goma, Bunia, Bandundu). Des studios sont installés dans la capitale. Le programme sera acheminé aux stations régionales via le reseau  de satellites INTELSAT IV. L'OZRT détient le monopole de la télévision jusqu'à la période de démocratisation initiée en avril 1990 et qui est à l’origine d’une floraison de chaînes de télévision privées, à commencer par Antenne A qui brise le monopole de l'OZRT en 1993. La loi de libéralisation des médias, votée par le Parlement de Transition le 22 juin 1996, conforte cet état de fait et permet à de nombreuses chaînes commerciales et confessionnelles privées d'éclore un peu partout dans le pays. 
À l'arrivée au pouvoir de l'ADFL de Laurent-Désiré Kabila en 1997, le pays est rebaptisé ainsi que la chaîne de télévision qui devient la RTNC (Radio-Télévision nationale congolaise) le 17 mai, puis RTNC1 en mars 1999, à la suite de la création d'une seconde chaîne de télévision publique, RTNC2.
Pour affronter la concurrence des télévisions privées, les autorités procèdent au rééquipement technique de la RTNC, jamais renouvelé depuis sa création en 1976, grâce à un programme qui s’étend jusqu’en province. Il signe également un contrat avec la France pour la formation des journalistes et techniciens assuré par l’Institut congolais de l’audiovisuel (ICA), filiale de la RTNC.
La diffusion de RTNC1 sur les principales villes du pays, interrompue pour raisons techniques début 2004, a repris en novembre de la même année à la suite du soutien apporté à la RTNC par l'entreprise italienne Teleconsult.  
La Haute autorité des médias (HAM) a retenu contre la RTNC1 un traitement de faveur à l’endroit du candidat-président Joseph Kabila au scrutin présidentiel et a suspendu la chaîne de  couverture de cette campagne présidentielle pour 72 heures. La décision de la Ham s’appuie sur la loi n°06/006 du 9 mars 2006 portant organisation des élections présidentielles, législatives, provinciales, urbaines, municipales et locales qui ne reconnaît à personne, fût-elle une autorité publique, un promoteur ou un parrain d’un média le droit d’en abuser à sa guise, en faisant fi du principe d’égalité entre les candidats. 

## Organisation

### Dirigeants
Président-directeurs généraux : 
Pascal Ngoma Tanda Di Makuala 
- Kasonga Mbunga Kalala Kafumba
- Landu Lusala Khasa
- Stéphane Kitutu O'Leontwa

Président du conseil d'administration :
- Hubert Efole wa Mbomba

Administrateur délégué général :
- Victor Kasonga Mbunga : 1976-1990
- Kipolongo Mukandilwa

Administrateur délégué général adjoint :
- Masudi Mungilima

Sous-directrice des informations :
- Chantal Kanyimbo

### Capital
RTNC1 est une chaîne publique détenue à 100 % par la Radio-Télévision nationale congolaise, société publique de radiodiffusion et télévision de l'État congolais.

## Programmes
En tant que seule chaîne publique à couverture nationale, RTNC1 diffuse ses programmes dans les cinq langues du pays. Ses capacités de production sont cependant limitées, en raison notamment de l’obsolescence des matériels de production et de diffusion.
L’information politique occupe une place considérable dans ses programmes étant donné le contexte actuel de transition politique et la forte demande de la population pour ce type d’émissions-débats. 
La RTNC étant partenaire de Canal France International, certains programmes de RTNC1 sont issus de la banque de programmes de CFI.

## Diffusion
La RTNC1 couvre tout le territoire congolais grâce à l'implantation de stations provinciales qui relaient son signal dans chacune des provinces du pays : 
- Province du Katanga : RTNC Lubumbashi
- Province du Kasaï occidental : créée en 1966
- Province orientale : RTNC Kisangani créée en 1975
- Province du Kasaï oriental : RTNC Mbuji-Mayi créée en 1994
- Province du Bas-Congo : créée en 2002